# Надь, Марианна
Марианна Надь (венг. Nagy Marianna; 13 января 1929, Сомбатхей, Венгрия — 3 мая 2011) — венгерская фигуристка, выступавшая в парном разряде. В паре со своим братом Ласло Надем она — двукратный бронзовый призёр зимних Олимпийских игр в Осло и Кортина-д’Ампеццо, двукратная чемпионка Европы 1950 и 1955, трёхкратный бронзовый  призёр чемпионата мира и восьмикратная чемпионка Венгрии 1950—1958. Участница зимних Олимпийских игр в 1948 году.

## Результаты выступлений
| Соревнования       | 1948 | 1949 | 1950 | 1951 | 1952 | 1953 | 1954 | 1955 | 1956 | 1957 | 1958 |
| ------------------ | ---- | ---- | ---- | ---- | ---- | ---- | ---- | ---- | ---- | ---- | ---- |
| Олимпийские игры   | 7    |      |      |      | 3    |      |      |      | 3    |      |      |
| Чемпионаты мира    | 7    | 4    | 3    |      |      | 3    |      | 3    |      |      | 7    |
| Чемпионаты Европы  |      | 2    | 1    |      | 3    | 2    |      | 1    | 2    | 2    | 4    |
| Чемпионаты Венгрии |      |      | 1    | 1    | 1    |      | 1    | 1    | 1    | 1    | 1    |